# Алавіти (династія)
Алаві́ти (араб. سلالة العلويين الفيلاليين, Sulālat al-ʿAlawiyyīn al-Fīlālīyn) — династія султанів (з XVII століття), а з 1957 року — королів Марокко.
Алавіти є вихідцями з Аравії, які відносять своє походження до роду Хасана, внука Мухаммеда. Осіли в оазі Тафілальт в Сіджильмасі (східне Марокко). Засновник — Мухаммед I (1631-35). Його сини Мухаммед II та Мулай ар-Рашид почали боротьбу за об'єднання Марокко під своєю владою. В 1666 році ар-Рашид захопив місто Фес, де був проголошений султаном.
Султан Ісмаїл (1672–1727), жорстоко придушивши заворушення, об'єднав під своєю владою всю країну, столицю переніс до міста Мекнес. Він вигнав іспанців із Аль-Мамури та Лараша, англійців — з Танжера, португальців — з Арсіли. Після його смерті держава Алавітів стала ареною міжусобницьких суперечок.
Мухаммед III (1757-90) знову підкорив Марокко владі Алавітів. У 1769 році португальці були остаточно вигнані із країни. Сліман (1792–1822), намагаючись перебороти феодально-племінну роздрібненість, вступив в боротьбу з релігійними орденами та провів низку реформ в дусі ваххабізму. В ході релігійної війни він зазнав поразки та був змушений відректись від престолу.
Султан Абд ар-Рахман (1822-59) скасував всі попередні реформи. Марокко зазнала поразки у франко-марокканській війні 1844 року та у війні з Іспанією 1859-60 років. В 1856-63 роках султани були змушені підписати з європейськими державами нерівноправні договори.
Хасан I (1873-94) намагався призупинити проникнення європейських держав в Марокко, провів низку економічних та адміністративних реформ, які допомогли створенню внутрішнього національного ринку, переборенню феодального партикуляризму. Абд аль-Хафіз підписав Феський договір 1912 року про протекторат Франції над Марокко. До скасування режиму протекторату в 1956 році Алавіти втратили реальну владу в країні. 
У 1957 році султан Мухаммед V прийняв королівський титул. 1961 року його успадкував Хасан II.

## Правителі
- Мулай Мухаммед I — 1631–1635
- Мухаммед II — 1635–1664
- Мауля ар-Рашид ібн Шеріф — 1664–1672
- Мауля Абуль Насір Ісмаїл ас-Самін ібн Шеріф — 1672–1727
- Мауля Ахмед ібн Ісмаїл — 1727–1728
- Аль-Малік — 1728
- Мауля Ахмед ібн Ісмаїл — 1728–1729
- Абдаллах — 1729–1735
- Мауля Алі — 1735–1736
- Абдаллах — 1736–1738
- Хасан Аль-Мустаді ібн Юсуф аль-Мустанджид — 1738–1740
- Абдаллах — 1740–1745
- Зін аль-Абідін — 1745
- Абдаллах — 1745–1757
- Мухаммед III — 1757–1790
- Аль-Язід бен Мухаммед — 1790–1792
- Мулай Сліман Абу-ль-Рабі бен Мухаммед — 1792–1822
- Мауля Абд ар-Рахман бен Хішам — 1822–1859
- Мухаммед IV — 1859–1873
- Хасан I — 1873–1894
- Мауля Абд аль-Азіз ібн аль-Хасан — 1894–1908
- Мауля Абд аль-Хафіз ібн аль-Хасан — 1908–1912
- Мулай Юсуф — 1912–1927
- Мухаммед V — 1927–1961
- Хасан II — 1961–1999
- Мухаммед VI — з 1999